# Haczasu
Haczasu (pers. ‏هاچاسو‎) – wieś w Iranie, w ostanie Azerbejdżan Zachodni, w szahrestanie Szahin Deż. W 2006 roku liczyła 1522 mieszkańców.